# Martínkovice
Martínkovice település Csehországban, Náchodi járásban. Martínkovice Otovice, Suchý Důl, Křinice, Broumov és Božanov településekkel határos. Lakosainak száma 524 fő (2024. január 1.).

## Népesség
A település lakosságának változását az alábbi diagram mutatja:
| Lakosok száma | 1527 | 1641 | 1597 | 787  | 633  | 509  | 519  | 497  | 475  | 524  |
|               | 1869 | 1900 | 1921 | 1961 | 1980 | 2011 | 2016 | 2019 | 2021 | 2024 |